# یونیویزیون
یونیویزیون (به انگلیسی: Univision) شبکه تلویزیونی اسپانیایی زبان در ایالات متحده است. که بر اساس رتبه‌بندی نیلسن بیشترین مخاطب اسپانیایی زبان را به خود جذب کرده‌است.